# Friday Night Baseball
Friday Night Baseball es una transmisión en vivo de los juegos de la Major League Baseball (MLB) que se disputan los viernes por la noche en Apple TV+ que debutó durante la temporada 2022 de las Grandes Ligas. La transmisión semanal es producida por MLB Network y presenta una doble cartelera con análisis previo y posterior al juego. La transmisión está disponible en el mercado de América del Norte que consiste en los Estados Unidos, Canadá y México, así como en mercados seleccionados en el extranjero, incluidos Australia, Brasil, Japón, Corea del Sur, Puerto Rico y el Reino Unido, con planes para expandir la disponibilidad de la transmisión a más regiones en el futuro.

## Historia
Apple Inc. firmó un contrato de siete años con la MLB para la transmisión por $85 millones de dólares por año, un valor total de $595 millones de dólares estadounidenses. Esto incluye una tarifa de derechos anual de $55 millones de dólares, así como $30 millones para publicidad de Apple. Apple tiene derecho a salir del acuerdo después del primer o segundo año. El acuerdo fue el primer contrato de transmisión de deportes adquirido por Apple. Los planes para la transmisión se anunciaron formalmente el 8 de marzo de 2022 en el evento Peek Performance de Apple y más tarde en un comunicado de prensa en línea.
La primera fecha de transmisión inicialmente se hizo incierta ya que el acuerdo se firmó en medio del cierre patronal de las Grandes Ligas 2021-22 y la amenaza de juegos cancelados. Después de que se resolvió el bloqueo, la MLB anunció que los primeros juegos se transmitirían el 8 de abril de 2022, con una doble cartelera de New York Mets-Washington Nationals y Houston Astros-Los Angeles Angels como los enfrentamientos inaugurales. Apple también anunció que el Friday Night Baseball sería gratuito durante sus 12 semanas de transmisiones, esto luego se extendió por el resto de la temporada inaugural.
El 7 de abril de 2022, Apple anunció que Melanie Newman, Chris Young, Hannah Keyser y Brooke Fletcher serían el equipo de transmisión inaugural de los juegos de la costa este, mientras que Stephen Nelson, Hunter Pence, Katie Nolan y Heidi Watney serían el equipo de transmisión para los juegos de la costa oeste. Lauren Gardner fue anunciada como la anfitriona del estudio antes y después del juego, junto con una rotación de analistas del estudio de MLB Network, incluidos Carlos Peña, Cliff Floyd y Yonder Alonso. El ex árbitro de la MLB, Brian Gorman, también fue contratado como analista de reglas.
El 23 de septiembre de 2022, el bateador designado de los St. Louis Cardinals, Albert Pujols, conectó el home run número 700 de su carrera durante un juego de béisbol del viernes por la noche contra Los Angeles Dodgers.
Con el anuncio del calendario de Friday Night Baseball para la primera mitad de la temporada 2023 de la MLB, Apple anunció que había firmado un acuerdo con DirecTV para distribuir Friday Night Baseball a sus suscriptores comerciales, asegurando la disponibilidad en lugares (como bares y restaurantes) que no estaban fácilmente equipados para manejar transmisiones solo en streaming. DirecTV ya había firmado acuerdos similares con Amazon Prime Video para sus transmisiones de Thursday Night Football, así como con Apple para las transmisiones del MLS Season Pass. Apple también anunció que agregaría transmisiones de audio alternativas que permitirían a los espectadores en los Estados Unidos y Canadá escuchar transmisiones de radio locales del equipo local o del equipo visitante en lugar de la transmisión de audio habitual.También se anunció que, a diferencia de la temporada inaugural, ahora se requeriría una suscripción a Apple TV+ para ver Friday Night Baseball.
Para la temporada 2024 de la MLB, Apple anunció que su cobertura de estudio se realizaría in situ para juegos selectos.El 5 de junio de 2024, The Athletic informó que Apple TV+ no haría cumplir su exclusividad para el partido Dodgers-Yankees del 7 de junio programado para transmitirse en la plataforma con el fin de permitir que YES Network, en Nueva York, y Spectrum SportsNet LA, en Los Ángeles, transmitan el juego localmente. Los otros dos juegos de la serie de tres juegos serían transmitidos exclusivamente por Fox y ESPN respectivamente.

## Recepción
Las transmisiones iniciales del Friday Night Baseball recibieron críticas mixtas que elogiaron en gran medida su producción visual, pero criticaron el desempeño de su equipo de comentaristas. Muchos fanáticos se opusieron a que los juegos no estuvieran disponibles en las cadenas de televisión por cable y a la necesidad de hardware adicional para ver el Friday Night Baseball en sus televisores.
Six Colors elogió su producción "especial" que "empujó los límites", y señaló que la producción contó con más cámaras y más comentaristas que una transmisión típica, lo cual fue comparado con la tarifa de producción más alta que a menudo se reserva para las transmisiones del Sunday Night Baseball de ESPN, o los juegos de postemporada, que son producidos por otras emisoras como Fox Sports.La reseña de Six Colors elogió la diversidad del equipo de comentaristas, al tiempo que criticó el volumen de comerciales (incluida la colocación de productos) y la falta de una función de rebobinado en la aplicación Apple TV+. Un escritor de The Verge dijo que la transmisión inaugural "dejó a algunos fanáticos frustrados y decepcionados", molestos con los problemas de transmisión y la mala calidad de los comentarios. Algunos fanáticos encontraron que el comentario era "una distracción y, a veces, descaradamente fuera de tema".
Los presentadores de WFAN Gregg Giannotti y Boomer Esiason, durante su programa de radio Boomer and Gio, fueron más negativos sobre la transmisión inicial. Giannotti dijo: "No creen que el juego se sostenga por sí solo. Estaban hablando de muchas cosas que no tienen nada que ver con el juego... están poniendo a gente allí que no tiene ninguna experiencia". Esiason dijo que la transmisión fue "imposible de escuchar", pero que espera mejoras en el futuro.
La comunidad de Apple señaló que, si bien muchos elogiaron el error de puntaje minimalista de la transmisión del debut, algunos espectadores se burlaron y notaron que el equipo de comentaristas se desvió del tema y parecía tener una "falta de entusiasmo por los eventos en el campo". TechRadar escribió que los espectadores encontraron que los comentaristas no parecían entender la importancia de las jugadas durante el juego. El medio también elogió la tecnología de producción utilizada, señalando que utilizó una Sony α7R IV, DJI Ronin-S, Phantom Camera y un transmisor inalámbrico de 1080p que permite ver el juego a 60 cuadros por segundo, y que su uso de enfoque estrecho para algunos de los ángulos de la cámara "crea un efecto cinematográfico reconocible... que instantáneamente aumenta el dramatismo".
Antes de la transmisión de los Yankees/Red Sox del 23 de septiembre, donde Aaron Judge de los Yankees intentaría empatar un récord de la Liga Americana con 61 jonrones, la fiscal general del estado de Nueva York, Letitia James, instó a la Major League Baseball a permitir que el juego se transmitiera simultáneamente en YES Network. Dicha cadena está ampliamente disponible en proveedores de cable en el estado de Nueva York, lo que habría permitido que el juego fuera televisado más ampliamente; sin embargo la Major League Baseball rechazó esta solicitud y el juego se transmitió exclusivamente en Apple TV+ según lo planeado.